# Liste des comtes et ducs de Chartres
Étant arrosé par l'Eure, affluent de la Seine axe majeur permettant la pénétration des Vikings à l'intérieur des terres, le pays Chartrain a été secoué au cours des IXe et Xe siècles par des raids de ces Hommes du Nord, notamment en 858 et durant le siège de Chartres en 911.
Vassal du duc des Francs Hugues le Grand, Thibaud Ier de Blois, premier comte de Chartres indépendant, profite de l'appui de son suzerain pour former un grand comté, avec Blois, une grande partie de Tours, puis Châteaudun et Chartres, permettant de faire contrepoids à la puissance montante de la marche des Normands de Guillaume Ier. Le titre reste dans les mains de la famille de Thibault — appelée maison de Blois — jusqu'en 1286, date à laquelle le comté est de nouveau fondu dans le domaine royal français.
Passant comme apanage entre différentes mains princières, le comté est érigé en 1528 en duché pour la fille de Louis XII et d'Anne de Bretagne, Renée de France qui devient la première des ducs de Chartres. Ces ducs seront à partir de 1661 des princes de la maison d'Orléans ; dès Philippe II d'Orléans (1676), le titre est porté par le fils aîné du duc d'Orléans, c’est-à-dire, l'héritier présomptif de l'apanage d'Orléans.
Aujourd’hui, le titre de duc de Chartres — titre de courtoisie — est porté par Charles-Louis d’Orléans (1972), fils de Jacques d'Orléans, duc d'Orléans, qui est l’un des fils du prétendant orléaniste « Henri VI ».

## Comtes de Chartres

### Comtes carolingiens (886-906)
Les comtes carolingiens auraient tenu le comté de 886 à 906, le comté étant[source insuffisante] par la suite intégré par Robert Ier (roi des Francs) au domaine de la Couronne.
| Rang | Portrait | Nom                                               | Période   | Autres titres    | Notes |
| ---- | -------- | ------------------------------------------------- | --------- | ---------------- | --- |
| —    |          | Theobald II de Chartres (vers 865 – † vers 900)   | 886 – 891 | Aucun            | Descendant de Gérold Ier de Vintzgau et possible petit-fils de Guillaume d'Orléans (829– †866), il aurait racheté le comté de Chartres au chef viking Hasting en 886[réf. nécessaire]. |
| —    |          | Garnegaud ou Eudes de Chartres (vers 860 – † 906) | 891 – 906 | Vicomte de Blois | Frère supposé[source insuffisante] de Theobald II, il semble aussi être le premier vicomte de Blois. À sa mort, le roi Robert Ier aurait intégré la vicomté dans le domaine royal.     |

### Maison de Blois (960-1286)
Pour un article plus général, voir Liste des comtes de Blois.
La maison de Blois prend possession du comté de Chartres de 960 à 1256. En 1256, en l'absence d'héritier, la Maison de Châtillon prend le relai 1256 à 1286, la dernière héritière Jeanne de Blois-Châtillon le vendant alors à Philippe IV le Bel.

#### Lignée directe
| Rang | Portrait | Nom | Période         | Autres titres                                                                                   | Notes |
| ---- | -------- | --- | --------------- | ----------------------------------------------------------------------------------------------- | --- |
| 1    |          | Thibaud Ier de Blois, dit « le Tricheur » Né vers 910 — Mort entre 975 et 977                                   | 960 — c. 976    | Comte de Blois Comte de Châteaudun Comte de Tours                                               | Possible petit-fils d'Eudes, Thibaud s’empare — entre autres — du comté de Chartres en 960. Il épouse Liutgarde de Vermandois en 942. |
| 2    |          | Eudes Ier de Blois Né vers 950 — Mort entre 995 et 996                                                          | c. 976 — c. 995 | Comte de Blois Comte de Châteaudun Comte de Reims Comte de Tours                                | Fils du précédent, Eudes épouse Berthe de Bourgogne entre 978 et 980. |
| 3    |          | Thibaut II de Blois Né vers 985 — Mort le 11 juillet 1004                                                       | c. 995 — 1004   | Comte de Blois Comte de Châteaudun Comte de Reims Comte de Tours                                | Fils du précédent, Thibault n’a pas d’héritiers, laissant les possessions qu’il détient à son frère. |
| 4    |          | Eudes II de Blois dit « Eudes le Champenois » Né vers 983 — Mort le 15 novembre 1037                            | 1004 — 1037     | Comte de Blois Comte de Châteaudun Comte de Meaux Comte de Reims Comte de Tours Comte de Troyes | Frère du précédent, Eudes épouse Mathilde de Normandie (voir Richard II de Normandie) en 1003 ou 1004 (sans postérité). Puis, le comte de Chartres épouse en secondes noces Ermengarde d'Auvergne. |
| 5    |          | Thibaud III de Blois ou « Thibaud Ier de Champagne » Né vers 1010 — Mort le 29 ou le 30 septembre 1089          | 1037 — 1089     | Comte de Blois Comte de Châteaudun Comte de Meaux Comte de Tours Comte de Troyes                | Fils du précédent, Thibault épouse Gersende du Maine (voir Herbert Ier du Maine) avant de la répudier en 1048 pour épouser en secondes noces Adèle de Valois. |
| 6    |          | Étienne Henri II de Blois Né vers 1045 — Mort le 19 mai 1102                                                    | 1089 — 1102     | Comte de Blois Comte de Châteaudun Comte de Meaux                                               | Fils du précédent, Étienne épouse Adèle de Normandie (1065/1067-1137) en 1081. |
| 7    |          | Thibaut IV de Blois ou Thibaut II de Champagne dit « le Grand » Né entre 1090 et 1095 — Mort le 10 janvier 1152 | 1102 — 1152     | Comte de Blois Comte de Châteaudun Comte de Meaux                                               | Fils du précédent, Thibault épouse Mathilde de Carinthie en 1123. |
| 8    |          | Thibaut V de Blois, dit « le Bon » ou « Le père des pauvres » Né en 1130 — Mort le 20 janvier 1191              | 1152 — 1191     | Comte de Blois Comte de Châteaudun                                                              | Fils du précédent, Thibault épouse en premières noces Sibylle de Châteaurenault, veuve de Josselin d'Auneau, qui lui apporta en dot la terre de Château-Renault, puis, en secondes noces (1164), Alix de France (1151-1198).                                                                                       |
| 9    |          | Louis de Blois Né entre 1171 et 1172 — Mort le 14 avril 1205                                                    | 1191 — 1205     | Comte de Blois Comte de Châteaudun Comte de Clermont                                            | Fils du précédent, Louis épouse Catherine de Clermont. |
| 10   |          | Thibaut VI de Blois Né à une date inconnue — Mort le 16 ou le 22 avril 1218                                     | 1205 — 1218     | Comte de Blois Comte de Châteaudun Comte de Clermont                                            | Fils du précédent, Thibault épouse Mahaud d’Alençon en premières noces (voir Robert Ier d'Alençon) puis, en secondes, Clémence des Roches (voir Guillaume des Roches). Mort sans héritier, ses possessions sont partagées entre ses deux tantes paternelles Marguerite et Élisabeth (ou Isabelle), sœurs de Louis. |
| 11   |          | Élisabeth de Chartres Née avant 1180 — Morte le 25 novembre 1248                                                | 1218 — 1248     | Châtellenies de Romorantin et Millançay                                                         | Tante du précédent, Élisabeth (ou Isabelle) épouse Sulpice III d'Amboise en premières noces puis, en secondes, Jean II de Montmirail. À la mort de Thibaud VI, elle reçoit le comté de Chartres. |
| 12   |          | Mahaut d'Amboise Née à une date inconnue — Morte en 1256                                                        | 1248 — 1256     | Dame d'Amboise                                                                                  | Fille de la précédente, elle épouse Richard II, vicomte de Beaumont, puis Jean II de Soissons, comte de Soissons ; elle demeure sans postérité. |

#### Lignée de Blois-Châtillon
En l'absence d’héritier, la lignée directe est éteinte et le comté est transmis à Jean Ier de Blois-Châtillon, issu de la lignée de Marguerite de Bois, sa grand-mère, au titre de la parenté suivante :
- Thibaut V de Blois, marié à Alix de France et père de :
  - Marguerite de Blois (sœur d'Élisabeth de Chartres), mariée à Gautier II d'Avesnes et mère de :
    - Marie d'Avesnes (1200-1241), mariée à Hugues Ier de Châtillon-Saint-Pol (vers 1198-1248).

| Rang | Portrait | Nom                                                                                        | Période             | Autres titres                                      | Notes |
| ---- | -------- | ------------------------------------------------------------------------------------------ | ------------------- | -------------------------------------------------- | --- |
| 13   |          | Jean Ier de Blois-Châtillon Né à une date inconnue — Mort le 29 juin 1279 ou le 2 mai 1280 | 1256 — 1279 ou 1280 | Comte de Blois Comte de Dunois                     | Fils de Marie d’Avesnes et de Hugues Ier de Châtillon-Saint-Pol, Jean épouse en 1254 Alix de Bretagne (1243-1288).                          |
| 14   |          | Jeanne de Blois-Châtillon Née vers 1253 — Morte le 29 janvier 1291                         | 1279 ou 1280 — 1286 | Comtesse de Blois Comtesse de Dunois Dame de Guise | Fille du précédent, Jeanne se marie à Pierre Ier d'Alençon (Pierre de France). Elle vend le comté de Chartres à Philippe IV le Bel en 1286. |

### Comtes apanagistes (1290-1528)
Vendue en 1286 par l’héritière du comté, Jeanne de Blois-Châtillon, Chartres est incorporée dans le domaine royal.
Les rois de France installent à Chartres des vidames pour administrer la ville et son comté. Mais, il semble que le titre soit donné à des fils de France.

Actes des archives nationales de France
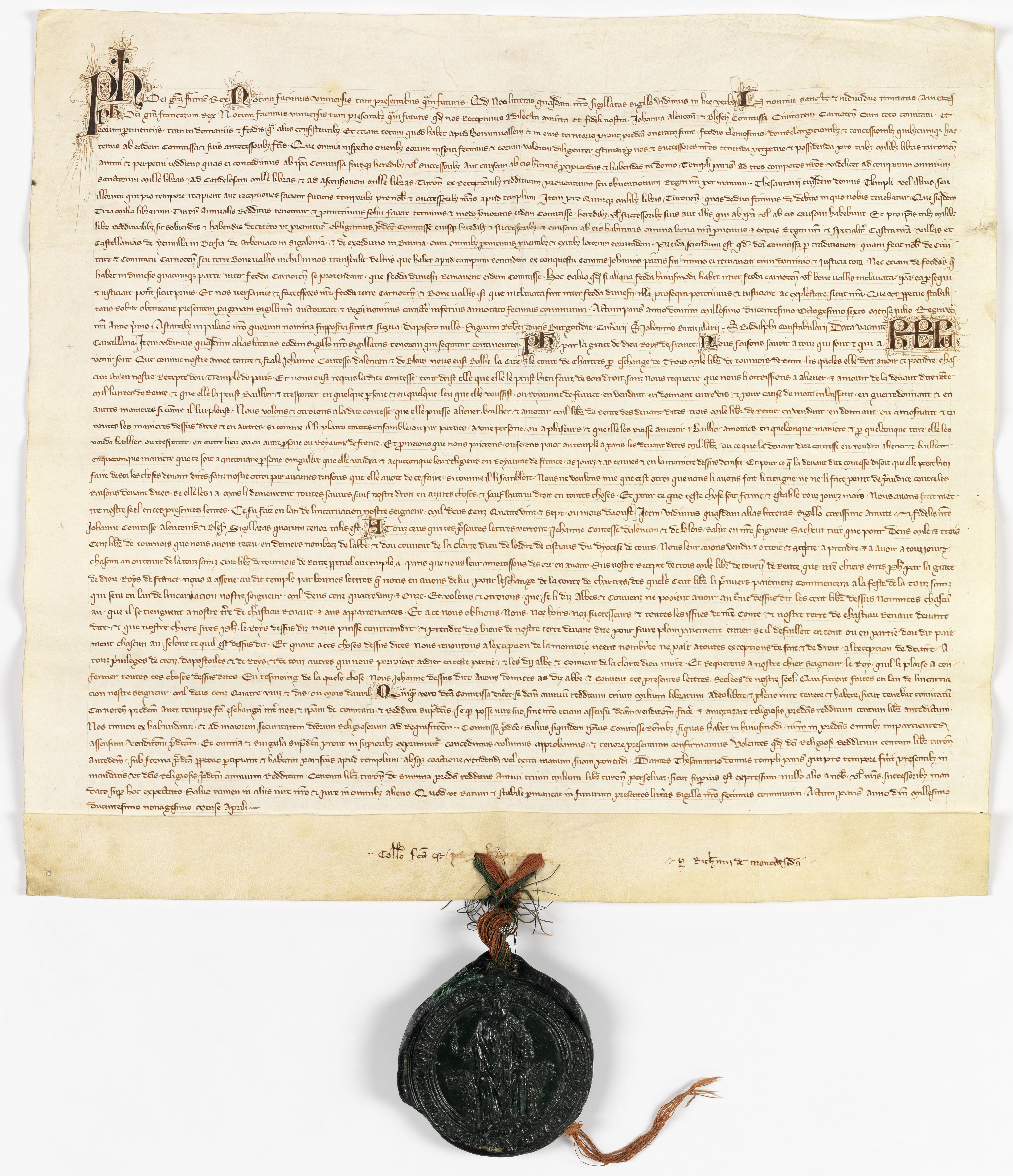
Vidimus, en latin, par Philippe le Bel d’un acte, en français, de sa tante Jeanne d’Alençon et de deux de ses propres actes[Note 5].
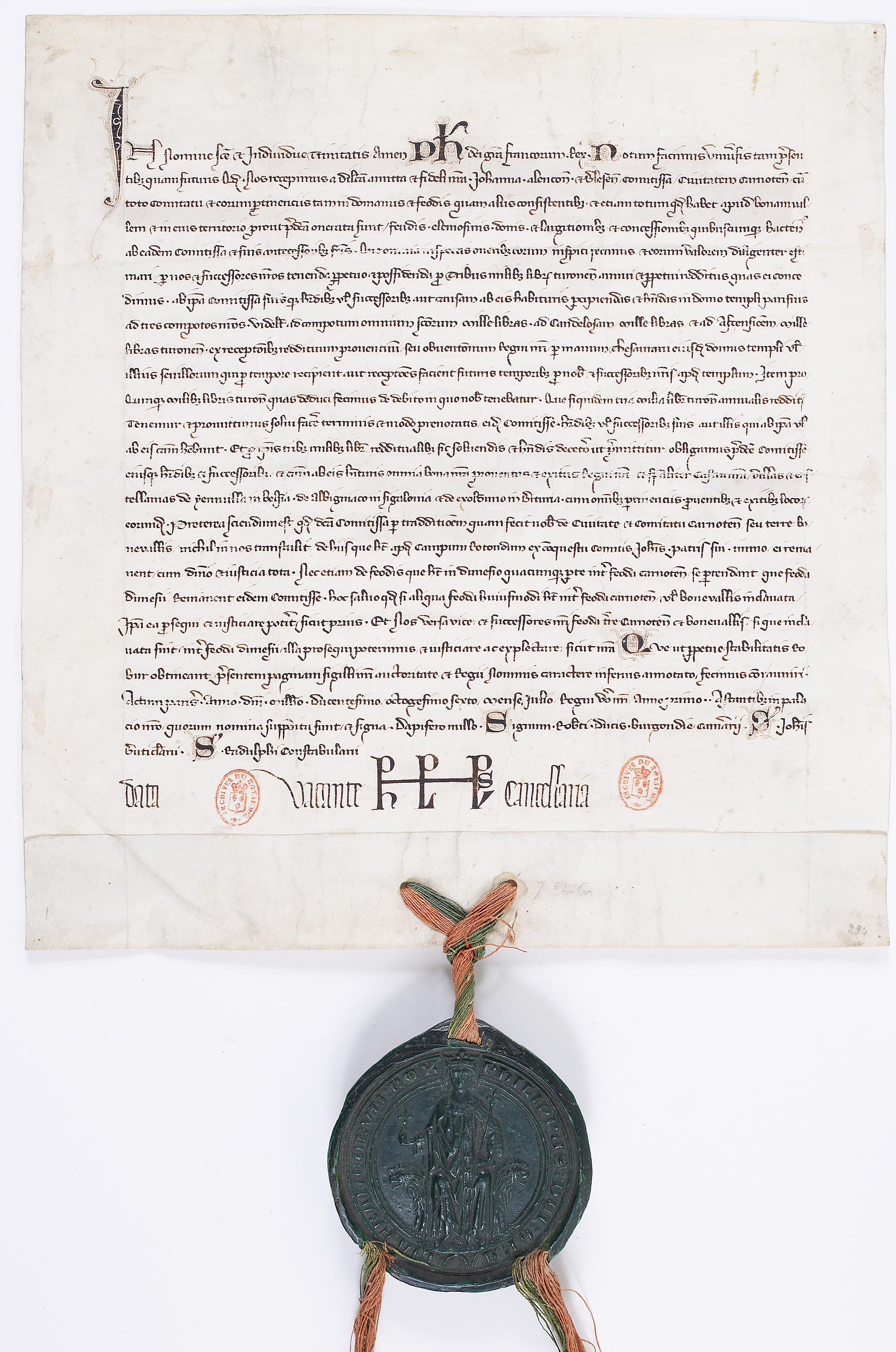
Le roi de France, Philippe IV le Bel achète le comté de Chartes à sa tante Jeanne de Blois-Châtillon. Paris, Juillet 1286.

#### Première création (1290)
| Rang | Portrait | Nom                                                                                 | Période     | Autres titres                                   | Notes |
| ---- | -------- | ----------------------------------------------------------------------------------- | ----------- | ----------------------------------------------- | --- |
| 1    |          | Charles de Valois (Charles de France) Né le 12 mars 1270 — Mort le 16 décembre 1325 | 1290 — 1302 | Comte d’Alençon Comte du Perche Comte de Valois | Fils de Philippe III le Hardi qui a incorporé Chartres dans son apanage, Charles épouse successivement Marguerite d’Anjou (1290), Catherine de Courtenay (1301 et Mahaut de Châtillon (1308). - Marguerite d’Anjou. - Catherine de Courtenay. - Mahaut de Châtillon. |
| 2    |          | Jean de Valois Né en 1302 — Mort en 1310                                            | 1302 — 1310 |                                                 | Fils du précédent et de Catherine de Courtenay, il meurt à 8 ans. |
| 3    |          | Charles de Valois (Charles de France) Né le 12 mars 1270 — Mort le 16 décembre 1325 | 1310 — 1325 | Comte d’Alençon Comte du Perche Comte de Valois | À la suite de la mort de son fils Jean de Valois, Charles de Valois reprend le titre. |
| 4    |          | Louis de Valois Né en 1318 — Mort le 2 novembre 1328                                | 1325 — 1328 |                                                 | Fils de Charles de Valois et Mahaut de Châtillon, il meurt à 10 ans. |
| 5    |          | Charles II d'Alençon dit « le Magnanime » Né en 1297 — Mort le 26 août 1346         | 1328 — 1346 | Comte d’Alençon Comte du Perche                 | Demi-frère du précédent, Charles épouse Jeanne de Joigny (1314), puis, Marie de la Cerda (1336). Photographie du gisant de Marie de la Cerda → |

#### Seconde création (1510)
| Rang | Portrait | Nom                                                            | Période     | Autres titres                        | Notes |
| ---- | -------- | -------------------------------------------------------------- | ----------- | ------------------------------------ | --- |
| 5    |          | Renée de France Née le 25 octobre 1510 — Morte le 12 juin 1574 | 1510 — 1528 | Comtesse de Gisors Dame de Montargis | Fille cadette de Louis XII et d'Anne de Bretagne, son père a incorporé le comté de Chartres dans son apanage. |

## Ducs de Chartres
Le comté de Chartres est élevé au rang de duché en 1528 sous le règne de François Ier.

### Ducs apanagistes (1528-1660)

#### Première création (1528)
| Rang | Portrait | Nom                                                                 | Période     | Autres titres                                                | Notes |
| ---- | -------- | ------------------------------------------------------------------- | ----------- | ------------------------------------------------------------ | --- |
| 1    |          | Renée de France Née le 25 octobre 1510 — Morte le 12 juin 1574      | 1528 — 1574 | Comtesse de Gisors Dame de Montargis                         | Précédemment comtesse de Chartres, Renée devint en 1528 duchesse et épouse la même année Hercule II d'Este, duc de Ferrare, Modène et Reggio. |
| 2    |          | Alphonse II d'Este Né le 22 novembre 1533 — Mort le 27 octobre 1597 | 1574 — 1597 | Duc de Ferrare Duc de Modène et Reggio Seigneur de Montargis | Fils de la précédente, Alphonse épouse successivement Lucrèce de Médicis (1558), Barbara d'Autriche (1565) et Marguerite de Mantoue (1579), et reste cependant sans postérité. - Lucrèce de Médicis. - Barbara d'Autriche. - Marguerite de Mantoue. |

#### Deuxième création (1626)
| Rang | Portrait | Nom                                                                                    | Période     | Autres titres                                                    | Notes |
| ---- | -------- | -------------------------------------------------------------------------------------- | ----------- | ---------------------------------------------------------------- | --- |
| 3    |          | Gaston de France dit « Gaston d'Orléans » Né le 24 avril 1608 — Mort le 2 février 1660 | 1626 — 1660 | Duc d'Orléans Duc de Valois Comte de Blois Seigneur de Montargis | Troisième fils d'Henri IV (1553-1610) et de Marie de Médicis, Gaston est apanagé — entre autres — du duché de Chartres. En 1626, il épouse Marie de Bourbon-Montpensier puis, en secondes noces, Marguerite de Lorraine. - Marie de Bourbon-Montpensier - Marguerite de Lorraine. |

### Maison d'Orléans (1661-1910)

#### Troisième création (1661)
De 1661 à 1910, le duché est tenu par la maison d'Orléans.
À partir de 1676 et jusqu'à la monarchie de Juillet, le titre de duc de Chartres est celui du fils aîné du duc d'Orléans.
| Rang | Portrait | Nom | Période     | Autres titres                                                             | Notes |
| ---- | -------- | --- | ----------- | ------------------------------------------------------------------------- | --- |
| 4    |          | Philippe d'Orléans (1640-1701) Né le 21 septembre 1640 — Mort le 9 juin 1701                                 | 1661 — 1674 | Duc d’Anjou Duc d'Orléans Duc de Valois Duc de Nemours Duc de Montpensier | Second fils du roi Louis XIII et d'Anne d'Autriche, frère cadet de Louis XIV. Il épouse en 1661 Henriette d'Angleterre, puis en 1671 Élisabeth-Charlotte de Bavière. - Henriette d'Angleterre. - Élisabeth de Bavière. |
| 5    |          | Philippe d'Orléans (1674-1723) dit « le Régent » Né le 2 août 1674 — Mort le 2 décembre 1723                 | 1674 — 1701 | Duc d'Orléans Duc de Valois Duc de Nemours Duc de Montpensier             | Fils du précédent, régent de France pendant la minorité de Louis XV. Il épouse en 1692 Françoise-Marie de Bourbon. |
| 6    |          | Louis d'Orléans (1703-1752) dit « le Pieux » ou « le Génovéfain » Né le 4 août 1703 — Mort le 4 février 1752 | 1703 — 1723 | Duc d'Orléans Duc de Valois Duc de Nemours Duc de Montpensier             | Fils du précédent, premier prince du sang après la mort du prince de Condé Henri-Jules de Bourbon-Condé en 1709. Il épouse en 1724 Auguste Marie Jeanne de Bade-Bade. |
| 7    |          | Louis-Philippe d'Orléans (1725-1785) dit « Le Gros » Né le 12 mai 1725 — Mort le 18 novembre 1785            | 1725 — 1752 | Duc d'Orléans Duc de Valois Duc de Nemours Duc de Montpensier             | Fils du précédent. Il épouse en 1743 Louise-Henriette de Bourbon-Conti. |
| 8    |          | Louis-Philippe d'Orléans (1747-1793) dit « Philippe-Égalité » Né le 13 avril 1747 — Mort le 6 novembre 1793  | 1752 — 1785 | Duc de Montpensier (1747) Duc d’Orléans (1785) Duc de Nemours (1785)      | Fils du précédent. Il épouse en 1769 Marie-Adélaïde de Bourbon. Son nom ayant été changé en « Philippe Égalité » après 1792, régicide, il est guillotiné par les révolutionnaires. |
| 9    |          | Louis-Philippe Ier, roi des Français Né le 6 octobre 1773 — Mort le 26 août 1850                             | 1785 — 1793 | Duc de Valois (1773-1785) Duc d'Orléans (1793-1830)                       | Fils du précédent, il devient roi des Français après la révolution de 1830, le duché d'Orléans fait retour à la Couronne. Il fait partie des 660 personnalités à avoir son nom gravé sous l'Arc de triomphe de l'Étoile : il apparaît sur la 1re colonne, pilier Nord (l'Arc indique « CHARTRES »). Il épouse en 1809 Marie-Amélie de Bourbon-Siciles. |

#### Quatrième création (1814)
Le titre de duc de Chartres  n’existant plus dans la France révolutionnaire (1789-1814), la Restauration réintroduit ce titre.
| Rang | Portrait | Nom                                                                           | Période     | Autres titres | Notes |
| ---- | -------- | ----------------------------------------------------------------------------- | ----------- | ------------- | --- |
| 10   |          | Ferdinand-Philippe d’Orléans Né le 3 septembre 1810 — Mort le 13 juillet 1842 | 1814 — 1830 |               | Fils du précédent. Son père, lorsqu'il devient Roi des français, réintroduit le titre de duc d’Orléans. Il épouse en 1837 Hélène de Mecklembourg-Schwerin. |

#### Cinquième création (1840)
Le titre de duc de Chartres est concédé au cadet de la famille royale de France pendant la monarchie de Juillet,.
| Rang | Portrait | Nom                                                              | Période     | Autres titres | Notes                                                                       |
| ---- | -------- | ---------------------------------------------------------------- | ----------- | ------------- | --------------------------------------------------------------------------- |
| 11   |          | Robert d'Orléans Né le 9 novembre 1840 — Mort le 5 décembre 1910 | 1840 — 1910 |               | Fils cadet du précédent. Il épouse en 1863 Françoise d'Orléans (1844-1925). |

### Titre de courtoisie orléaniste
Le titre de duc de Chartres est attribué par Henri d'Orléans (1908-1999), comte de Paris et petit-fils du précédent, sur sa propre volonté. Étant donné qu'il n’est pas chef d'État, cet usage ne peut être que de courtoisie. Il l'a ainsi concédé au fils aîné de Jacques d'Orléans (1941), duc d'Orléans, probablement pour reprendre l'usage datant de 1676.
| Rang | Portrait | Nom                                           | Période     | Autres titres | Notes |
| ---- | -------- | --------------------------------------------- | ----------- | ------------- | --- |
| 12   |          | Charles-Louis d'Orléans Né le 28 juillet 1972 | Depuis 1996 |               | Fils de Jacques d'Orléans, duc d'Orléans, petit-fils du comte de Paris, arrière-petit-fils du duc de Guise et arrière-arrière-petit-fils du précédent. |